# Pilea pulchra
Pilea pulchra är en nässelväxtart som beskrevs av Julius Sterling Morton. Pilea pulchra ingår i släktet pileor, och familjen nässelväxter. Inga underarter finns listade i Catalogue of Life.